# برايان هارت (لاعب كرة قدم)
برايان هارت (بالإنجليزية: Brian Hart)‏ هو لاعب كرة قدم بريطاني، ولد في 14 يوليو 1959.